# Germanic (schip, 1912)
De RMS Germanic II was een niet-afgebouwd schip voor de White Star Line. Het schip moest een lengte krijgen van 172 meter lang. Hoewel er speculaties rond gaan dat het schip de Titanic moest vervangen in de Olympic klasse, is het niets meer dan een ondernemingssprookje.

## De bouw
Het schip werd gebouwd in 1912, maar werd niet afgebouwd vanwege het zinken van de Titanic. Er is amper informatie over de exacte lengte, breedte, hoogte van de kiellegging en de scheepsbouwkundige. Het schip moest in 1914 klaar zijn. Het schip moest een zusterschip worden van de SS Oceanic en SS Laurentic.

## De sloop
De mogelijke sloop zou zijn gekomen door het verlies van het 46,000 ton schip Titanic. Hoewel White Star Line al in de problemen zat met geld toen de RMS Olympic en de SS Hawke een botsing hadden in 1911 waren er al problemen met geld. Het schip zou mogelijk in mei 1912 naar de sloop gesleept zijn om geld terug te verdienen. De oude Germanic I uit 1872 was nog in gebruik tot 1956.